# Getzel Kressel
Getzel Kressel (geboren 12. Juni 1911 in Zabłotów, Österreich-Ungarn; gestorben 9. September 1986 in Cholon, Israel) war ein israelischer Bibliograf und Publizist.

## Leben
Getzel Kressel emigrierte 1930 nach Erez Israel. Im Jahr 1945 wurde er einer der Herausgeber der Zeitung Davar und des Verlags Am Oved. Er gründete und leitete von 1951 bis 1960 das Literaturarchiv der Israelischen Schriftstellervereinigung Genazim.
Kressel veröffentlichte 1964 "Toledot ha-ʿIttonut ha-ʿIvrit be-ʾEreẓ Yisraʾel" (Geschichte der hebräischen Presse in Ereẓ Israel). Er erstellte zwischen 1965 und 1967 das "Leksikon ha-Sifrut ha-ʿIvrit ba-Dorot ha-Aḥaronim" (Lexikon der hebräischen Gegenwartsliteratur). Kressel arbeitete mit an der 1972 erschienenen englischsprachigen Encyclopaedia Judaica. Er publizierte an die 50 Schriften.
Kressel schrieb auch in Jiddisch in der New Yorker Zeitung Idisher kemfer und in den israelischen Zeitungen Heymish, Folksblat und Di goldene keyt.

## Schriften (Auswahl)
- Leksikon hasifrut haʿivrit. 2 Bände. Merḥavya, 1965–1967 (hebräisch)
- Shalom alekhem, ḥayav veyetsirato. Tel Aviv: Devir, 1959 (jiddisch)